# Powerslave
| Críticas profissionais | Críticas profissionais |
| Avaliações da crítica  | Avaliações da crítica  |
| Fonte                  | Avaliação              |
| ---------------------- | ---------------------- |
| Allmusic               | [ 1 ]                  |

Powerslave é o quinto álbum de estúdio da banda de heavy metal Iron Maiden, lançado em 3 de setembro de 1984. Em 2017, foi eleito o 38º melhor álbum de metal de todos os tempos pela revista Rolling Stone.
A arte da capa do álbum é notável por seu tema do Egito Antigo. Esse tema, retirado da faixa-título, foi transportado para a turnê de apoio do álbum, a World Slavery Tour; esta que é amplamente considerada como a turnê mais longa e árdua da banda até hoje, o que levou ao álbum ao vivo Live After Death.

## História
Tendo Bruce Dickinson no vocal, Adrian Smith e Dave Murray nas guitarras, Steve Harris no baixo e Nicko McBrain na bateria, esse álbum, assim como o The Number of the Beast, é um dos expoentes do Iron Maiden. Marca uma época em que a formação estava muito entrosada e amiga, pois em anos anteriores a batalha de egos entre Steve Harris e Bruce Dickinson deixava sempre uma incerteza sobre a continuação de Bruce na banda.
Gravado nas Bahamas e mixado nos Estados Unidos, o álbum tem sua abertura com "Aces High", uma canção sobre as lutas aéreas na Segunda Guerra Mundial. Logo depois tem "2 Minutes to Midnight", escrita por Adrian Smith com letras de Bruce, tratando da constante ameaça de uma guerra nuclear que pairava na época, bem como o Relógio do Juízo Final. Logo após, uma canção instrumental ao estilo egípcio do álbum, chamado "Losfer Words (Big 'Orra)". Depois as canções "Flash of the Blade", "The Duellists" e "Back in the Village". Segue "Powerslave", composta por Bruce Dickinson e que trata de temas egípcios e como as pessoas podem ficar "escravas do poder". Por fim, "Rime of the Ancient Mariner", uma longa canção de treze minutos escrita por Steve Harris sobre um homem amaldiçoado por um Albatroz. Foi escrita a partir do poema homônimo do poeta romântico inglês do século XVIII, Samuel Taylor Coleridge.
Em 1995 foi relançado com um disco bônus. Em 1998 uma nova edição foi lançada, contendo uma faixa multimídia com os vídeos musicais de "Aces High" e "2 Minutes to Midnight".

## Faixas
| N.º            | Título                        | Compositor(es)                 | Duração |  |
| 1.             | "Aces High"                   | Steve Harris                   | 4:30    |  |
| 2.             | "2 Minutes to Midnight"       | Adrian Smith / Bruce Dickinson | 6:02    |  |
| 3.             | "Losfer Words (Big 'Orra)"    | Harris                         | 4:13    |  |
| 4.             | "Flash of the Blade"          | Dickinson                      | 4:06    |  |
| 5.             | "The Duellists"               | Harris                         | 6:08    |  |
| 6.             | "Back in the Village"         | Smith / Dickinson              | 5:03    |  |
| 7.             | "Powerslave"                  | Dickinson                      | 7:11    |  |
| 8.             | "Rime of the Ancient Mariner" | Harris                         | 13:35   |  |
| Duração total: | Duração total:                | Duração total:                 | 51:12   |  |

| CD bônus de 1995 |                                     |                               |         |  |
| N.º              | Título                              | Compositor(es)                | Duração |  |
| 1.               | "Rainbow's Gold" (Beckett cover)    | Terry Slesser, Kenny Mountain | 4:57    |  |
| 2.               | "Mission From 'Arry"                | Harris, Nicko McBrain         | 6:42    |  |
| 3.               | "King of Twilight" (Nektar cover)   | Nektar                        | 4:53    |  |
| 4.               | "The Number of the Beast" (ao vivo) | Harris                        | 4:57    |  |

## Créditos
- Bruce Dickinson – voz
- Dave Murray – guitarra
- Adrian Smith – guitarra e segunda voz
- Steve Harris – baixo e segunda voz
- Nicko McBrain – bateria

Ficha técnica
- Martin Birch – produtor e engenheiro
- Frank Gibson – engenheiro assistente
- George Marino – masterização
- Simon Heyworth – remasterização
- Derek Riggs –  design da capa, ilustração da capa
- Rod Smallwood – design da capa
- Ross Halfin – fotografia
- Moshe Brakha – fotografia

## Desempenho nas paradas
| País          | Parada musical (1984)       | Posição |
| ------------- | --------------------------- | ------- |
| Áustria       | Ö3 Austria Top 40           | 15      |
| Finlândia     | The Official Finnish Charts | 4       |
| Alemanha      | Media Control Charts        | 9       |
| Países Baixos | MegaCharts                  | 5       |
| Nova Zelândia | RIANZ                       | 11      |
| Noruega       | VG-lista                    | 5       |
| Suécia        | Sverigetopplistan           | 5       |
| Suíça         | Swiss Hitparade             | 10      |
| Reino Unido   | Official Albums Chart       | 2       |
| EUA           | Billboard 200               | 21      |
| País          | Parada musical (1992)       | Posição |
| Noruega       | VG-lista                    | 4       |
| País          | Parada musical (2006)       | Posição |
| Espanha       | PROMUSICAE                  | 96      |
| País          | Parada musical (2013)       | Posição |
| Finlândia     | The Official Finnish Charts | 16      |
| Noruega       | VG-lista                    | 25      |
| Suécia        | Sverigetopplistan           | 23      |

| Single                            | Parada musical (1984) | Posição | Álbum      |
| --------------------------------- | --------------------- | ------- | ---------- |
| "2 Minutes to Midnight"           | German Singles Chart  | 70      | Powerslave |
| "2 Minutes to Midnight"           | Irish Singles Chart   | 10      | Powerslave |
| "2 Minutes to Midnight"           | UK Singles Chart      | 11      | Powerslave |
| "Aces High"                       | Irish Singles Chart   | 29      | Powerslave |
| "Aces High"                       | UK Singles Chart      | 20      | Powerslave |
| Single                            | Parada musical (1984) | Posição | Álbum      |
| "2 Minutes to Midnight/Aces High" | UK Albums Chart       | 11      | —          |

## Certificações
| País           | Certificação              | Vendas     |
| -------------- | ------------------------- | ---------- |
| Canadá         | 2× Platina - Music Canada | 200.000    |
| Alemanha       | Ouro - BM                 | 250.000    |
| Reino Unido    | Ouro - BPI                | 100.000    |
| Estados Unidos | Platina - RIAA            | 1.000.000+ |